# 경기모바일과학고등학교
경기모바일과학고등학교(京畿모바일科學高等學校)는 대한민국 경기도 안산시 상록구 팔곡일동에 있는 공립 고등학교이다.

## 학교 연혁
- 1967년 3월 1일 : 반월상업고등학교 3학급 개교
- 1967년 3월 1일 : 초대 오인근 교장 취임
- 1996년 3월 1일 : 반월정보산업고등학교 교명 변경
- 2001년 9월 13일 : 학급 증설(30학급)
- 2008년 4월 23일 : 전문계고 특성화고교 지정
- 2009년 3월 1일 : 경기모바일과학고등학교로 교명 변경
- 2020년 9월 1일 : 제19대 이경미 교장 취임
- 2021년 7월 5일 : 학과개편 승인(행정사무과 2, 모바일IT과 2, 시각미디어디자인과 2, 크리에이터창업과 2학급)
- 2023년 12월 28일 : 제55회 졸업식(131명 졸업, 총인원 12,697명)
- 2024년 9월 1일 : 제 20대 김기호 교장 취임
- 2025년 1월 10일 : 56회 졸업식(90명 졸업, 총인원 12787명)

## 설치 학과
- 행정사무과
- 모바일IT과
- 시각미디어디자인과
- 크리에이터창업과

## 참고 자료
- 경기모바일과학고등학교 - 한국교육학술정보원 학교알리미